# Woody Jackson (målare)
William Russel "Woody" Jackson, född 9 oktober 1948 i Newark, New Jersey, är en amerikansk konstnär. Han är främst känd för att måla kor av Holstein-Frisisk ras. Hans kor har fått särskild spridning genom att de förekommit på glasstillverkaren Ben & Jerry's förpackningar och reklam.
Jackson flyttade till Vermont 1966 för att studera asiatisk och afrikansk historia vid Middlebury College. Efter examen 1970 deltog han i ett jordbrukskollektiv i Addison, Vermont. Jordbrukskollektivet varade i två år varefter Jackson började måla kor på heltid. Hans första utställning med titel "Cows" hölls i april 1974 vid Middlebury College. Senare under 1970-talet studerade han konst vid Yale School of Art, varefter han prövade lyckan i Brooklyn.
Jackson återvände till Vermont år 1983 och sålde tryck baserade på hans målningar. Där fick Ben Cohen syn på en av hans målningar vilket ledde till att dessa kom att pryda Ben & Jerry's förpackningar och användas i företagets reklam. Han etablerade även företaget Holy Cow i Bristol, Vermont för att sälja tryck med hans kor. Mot slutet av 1980-talet sålde Holy Cow för två miljoner dollar om året.